# Victor van Tunnuna
Victor van Tunnuna (Latijn Victor Tunnunensis) (overleden ca. 570) was bisschop van de Noord-Afrikaanse stad Tunnuna en een kroniekschrijver uit de late oudheid. Hij werd door Isidorus van Sevilla beschouwd als een martelaar.

## Leven
De enige bron over Victors leven is zijn eigen kroniek. Victor was een fervent voorstander van de drie theologen, die door keizer Justinianus in 544 bij edict veroordeeld werden (zie driekapittelstrijd), en om die reden werd hij gevangen gezet. Zijn ongebreidelde emoties en levendige trouw aan de verdediging van de bedreigde Chalcedonische Orthodoxie toonden zijn bereidheid om zich tegen de eisen van de keizer te verzetten. Hij was meedogenloos kritisch voor degenen die zich aan de keizer conformeerden en hun standpunt over de drie vervolgde theologen loslieten omdat zij anders zelf vervolgd zouden worden. Victor werd eerst gevangen gezet in een klooster in Mandracium in de buurt van Carthago, gevolgd door een ballingschap naar de Balearen en uiteindelijk overgebracht naar Egypte naar een klooster in Canopus. In 564 of 565 werden Victor en vijf andere Afrikaanse bisschoppen opgeroepen om te verschijnen voor keizer Justinus II en patriarch Eutychius in Constantinopel. Toen ze weigerden zich te onderwerpen aan het edict van de keizer, werden ze opgesloten in verschillende kloosters in heel Constantinopel. Victor stierf rond 569, hoogstwaarschijnlijk nog steeds gevangen in het klooster in Constantinopel.

## Werken
Victor is de vijfde auteur die heeft bijgedragen aan  de kroniek, de Chronicon, gestart door Sextus Julius Africanus (160 - 240), die werd voortgezet door Eusebius (260/5 - 339/40), Hiëronymus (347 - 420), en Prosper van Aquitanië (390 - 455). Deze kroniek loopt vanaf de schepping van de wereld tot het einde van het jaar 566 en Victor schreef het grotendeels in opsluiting. Alleen het deel dat zich uitstrekt van 444 tot 566 is intact gebleven. Het is van grote historische waarde, voornamelijk vanwege de Eutychische ketterij, de controverse over de drie theologen, en daarnaast informatie over het Arianisme en de invasie van de Vandalen. Over het algemeen krijgen kerkelijke zaken meer aandacht dan andere kwesties in deze kroniek. Het werd voortgezet tot 590 door Johannes van Biclaro en gevolgd door Isidorus van Sevilla tot 616.
Victor wordt ook gezien als de auteur van pseudo-Ambrosius' De Poenitentia, hoewel Victor van Cartenna hier ook voor in aanmerking komt.

## Verder lezen
- Chronica Minora, Berlijn (1844), "Victoris Episcopi Tonnennensis Chronica", pp. 184-206.

- Klein, Antje (2023). Die Chronik des Victor von Tunnuna (ca. 565): eine Chronik und ihre Geschichte(n). Franz Steiner Verlag, Stuttgart. ISBN 9783515133807.